# Jelen bucharský
Jelen bucharský (Cervus hanglu bactrianus) je ohrožený poddruh jelena, který žije ve střední Asii na území států Kazachstán, Turkmenistán, Uzbekistán, Tádžikistán a Afghánistán.

## Taxonomie
Po mnoho let byl jelen bucharský považován za poddruh jelena evropského (Cervus elaphus) pod názvem Cervus elaphus bactrianus Lydekker, 1900.
Některými autory byl také definuje jako poddruh jelena střdoasijského (Cervus yarkandensis) pod názvem Cervus yarkandensis bactrianus Lydekker, 1900. 
Pro účely hodnocení Červeného seznamu IUCN v roce 2016 byl Cervus hanglu povýšen na druh. Je však třeba poznamenat, že budoucí objasnění genetické příbuznosti, zejména studie s jadernými markery a formálnější morfologický popis, může vést k dalším revizím taxonomie tohoto prozatímního druhu, jakmile bude k dispozici více informací.

## Biotop
Původním biotopem jelena bucharského, místními nazývaného též „hangul“, jsou lužní lesy ("tugai"), keřovité porosty v blízkosti řek a vyprahlé oblasti polopouští, především v povodí Amudarji a Syrdarji. Na rozdíl od jiných druhů jelenů jsou schopni žít v místech, kde letní teplota dosahuje více než 45 °C. 

## Biologie

### Sociální chování
Jelen bucharský je společenský a žije ve stádech. Velikost a složení stáda se v průběhu roku mění. Největší jsou stáda v zimě, kdy je tvoří 5 až 7, vzácněji 15 až 20 jedinců a ještě vzácněji až 50 až 60 jedinců. Stáda se rozpadají na jaře, před narozením mláďat. Laně s mláďaty se oddělí a tvoří matrilineární rodinné skupiny. Dospělí samci zůstávají obvykle sami a nedospělí samci vytvářejí mládenecké skupiny o 3 až 5 zvířatech. Na podzim, v období říje, se vytvářejí harémy, které se skládají z dospělého samce a 1 až 4 samic, zřídka z je samic více. V roce 1971 byly ve státní přírodní rezervaci Ramit v Tádžikistánu pozorovány harémy složené z dospělého samce a 4, 5, 7 a v jednom vzácném případě i 8 samic.
Stáda vede vždy dospělá laň. Při přesunech je tato laň vpředu, v případě smíšené skupiny jde samec vždy poslední.
Jako u všech ostatních jelenovitých je dobře vyvinuta akustická komunikace. V období říje samci troubí, pronikavé "štěkání" lze slyšet při vyplašení. Akustická komunikace byla zaznamenána také mezi matkami a jejich mláďaty.

### Rozmnožování
Troubení je slyšet od posledního týdne v srpnu do začátku října, s vrcholem v polovině září. Tato data se však mohou měnit o týden v závislosti na povětrnostních podmínkách, stavu zvířat a nadmořské výšce. V době vrcholící říje samci  troubí celý den i noc se dvěma vrcholy večer a ráno.
Velmi specifickým reprodukčním chováním je vytváření leků 
Fyziologickou charakteristikou jelena bucharského je pořadí jednotlivých fenologických procesů. Období říje v dobře vyvinutých populacích v přírodních podmínkách předchází období línání (růstu zimní srsti).
Délka březosti je 8 měsíců. Samice rodí pouze jedno mládě. V přirozeném prostředí se mláďata rodí od konce dubna do konce května s vrcholem v polovině května. Před porodem vyhledávají samice klidné místo, obvykle v hustých brzdách a vždy v blízkosti břehu řeky. Porodní hmotnost se pohybuje od 8 do 12 kg. Během prvních dvou až tří dnů mláďata jsou mláďata ukrytá.. Ve věku asi deseti dnů začínají mláďata následovat matku, ale velmi rychle se unaví. Ve věku asi jednoho měsíce začínají jíst trávu a listy, ale kojení pokračuje až do zimy, případně i déle.

## Populace
Populace byla vážně ohrožena v 60. letech 20. století, zejména kvůli ničení a fragmentaci biotopů a přímé likvidaci (pytláctví). V 60. letech 20. století zůstalo v údolí řeky Amudaria pouze 10 % přirozených lužních lesů, zbytek byl nahrazen poli. Jelen bucharský zmizel z Tedženu, Murgabu, dolního toku Amudarji, Zarafšanu a celého údolí Syrdarji.
V 60. až 70. letech 20. století byla zřízena řada speciálních rezervací na ochranu tohoto poddruhu a byly podniknuty speciální aktivity s cílem navrátit jelena bucharského do jeho přirozeného prostředí. V roce 1989 čítala populace asi 900 jedinců ve 13 skupinách. V důsledku pytláctví žilo v roce 1991 po rozpadu bývalého Sovětského svazu v celé oblasti jen asi 350 jedinců. 
V důsledku obnovy a reintrodukce vzrostl počet jelenů z 350 v roce 1991 na 1900 v roce 2011 a na 2700 v roce 2015 . 

### Uzbekistán
Nejvíce zvířat žije ve státní biosférické rezervaci Lower Amu Darya State Biosphere Reserve(LABR, dříve Badai-tugai State Nature Reserve) a ve státní přírodní rezervaci Kyzylkum State Nature Reserve. Obě tyto rezervace leží podél hranic s Turkmenistánem, populace jelenů je zde sdílená. V roce 2011 žilo v těchto rezervacích 666 jedinců, resp. 130 jedinců. V roce 2019 proběhl v LABR regionální projekt a bylo odhadnuto, že populace se pohybuje mezi 1320 - 3344 jedinci.
V roce 2000 byla reintrodukována populace jelenů do státní přírodní rezervace Zarafšan. Populace je přeshraniční a je společná s Tádžikistánem. V roce 2011 zde žilo celkem 180 jedinců
Další skupiny čítající kolem 240 jedinců se vyskytují i na jiných územích. 
Celkově žilo v roce 2011 v Uzbekistánu asi 1200 jelenů bucharských.

### Kazachstán
Tento poddruh byl v 60. letech 20. století v Kazachstánu vyhuben. Později byl reintrodukován do lovecké farmy Karatchingil, národního parku Altyn-Emel a státního regionálního přírodního parku Syrdarja-Turkestan.
Reintrodukce do Karatchingil začala v 80. letech 20. století, kdy bylo z Tádžikistánu převezeno 21 zvířat. V roce 1999 se populace na farmě zvýšila na 80 jedinců, v roce 2011 na 350 jedinců a v roce 2017 na více než 700 jedinců na farmě a přilehlých pozemcích Vzhledem k nárůstu počtu zvířat na farmě se část populace musí každoročně vypouštět na přilehlé pozemky. Část zvířat je tak bohužel zabita pytláky. Jednotlivá zvířata i skupiny se však dostaly až k ústí řeky Charyn a do oblasti řeky Ili, 200-300 km východně od farmy Karachingil.
V roce 2011 žilo v Syrdarya-Turkestan State Regional Park parku 54 zvířat - 24 ve volné přírodě a 30 v ohradách patřících parku. Populace každoročně roste a v roce 2017 se zvýšila na 146 jedinců - 68 ve volné přírodě a 78 v ohradách  Za zmínku stojí zejména to, že jednotlivá zvířata a skupiny obývají území od Syrdarja-Turkestan NP po proudu řeky až k lesu Tartogai, který se nachází v Kyzylordské oblasti, 110 km od parku, a proti proudu řeky se zvířata usadila až u ústí řeky Arys.
V roce 2009 bylo v národním parku Altyn-Emek vypuštěno 10 volně žijících zvířat a 15-20 zvířat držených v ohradách pro budoucí vypuštění. Novější údaje nejsou známy. 
V roce 2017 byl v oblasti Bairkum v záplavové oblasti řeky Syrdarja vybudován druhý výběh pro ochranu a reprodukci jelenů bucharských a v budoucnu bude reintrodukce intenzivněji pokračovat.

### Tájžikistán
Hlavní populace, se nachází ve státní přírodní rezervaci Tigrovaja Balka, která je jednou z prvních přírodních rezervací bývalého Sovětského svazu a nejstarší přírodní rezervací v Tádžikistánu a okresech Fakhor a Chamadoni V roce 2011 žilo v Tigrovaya Balka více než 150 jedinců a 140 zvířat je přeshraničních s Uzbekistánem.

### Turkmenistán
Poddruh se vyskytuje pouze v nízkém počtu 120 jedinců (v roce 2011) na 8 lokalitách podél středního a horního toku řeky Amu Darja.

### Afghánistán
Z Afghánistánu jelen bucharský většinou vymizel. Pravděpodobně se vyskytuje na severu, v mokřadech řeky Amu Darja v provincii Kanduz a v provincii Tachár poblíž hranic s Tádžikistánem.
Během průzkumu v roce 2007 nebyly pozorovány žádné ukazatele přítomnosti jelena bucharského (stopy, zpobytové znaky nebo paroží) a žádný z dotazovaných obyvatelů zvířata v posledních letech skutečně neviděl. V Aye Khanum jeden z respondentů uvedl, že v lese Khoja Baudin byl nedávno spatřen jeden jedinec. 
Neznámý počet zvířat trvale obývá oblast lesa Hazrat-e Bostan. Některá zvířata byla pozorována také na severu a severovýchodě okresu Darquad (provincie Takhar). Darquad má společnou mezinárodní hranici s Tádžikistánem a není vyloučeno, že tato zvířata pocházejí z Tádžikistánu.

## Chov v zoo
Jelena bucharského v České republice chová pouze Zoo Chomutov.  